# Сулейманово (Учалинський район)
Сулейма́ново (рос. Сулейманово, башк. Һөләймән) — присілок у складі Учалинського району Башкортостану, Росія. Входить до складу Ільчигуловської сільської ради.
Населення — 179 осіб (2010; 225 в 2002).
Національний склад:
- башкири — 100%